# Bernhard Döbbing
Bernhard Döbbing OFM  (* 8. Juli 1855  als Josef Heinrich Maria Döbbing  in Münster; † 14. März 1916 in Rom) war ein deutscher Ordensgeistlicher und römisch-katholischer Bischof von Nepi und Sutri.

## Leben
Josef Döbbing, Sohn eines Schuhmachermeisters, trat 1874 in die Sächsische Franziskanerprovinz (Saxonia) ein und erhielt den Ordensnamen Bernhard. Als Novize mit seiner Ordensgemeinschaft während des Kulturkampfes aus Deutschland vertrieben, lebte er von 1875 bis 1881 in Nordamerika, wo die Saxonia sechs Klöster gegründet hatte. Die Priesterweihe erhielt er  1879 in Cleveland. 1880 wurde er Professor für Theologie und Philosophie am Seminar in Cleveland.
1881 kam er nach Italien, wo er sich auf eine Lehrtätigkeit an einer der Ordenshochschulen der Saxonia vorbereiten sollte; an dem in Quaracchi bei Florenz gegründeten Collegio San Bonaventura wurde er Mitarbeiter von P. Ignatius Jeiler OFM zur Herausgabe der Franziskaner-Scholastiker, insbesondere der Werke des Franziskanertheologen Bonaventura. In dieser Zeit schrieb er ein philosophisches Werk und eine zweibändige Moraltheologie, die auf der Theologie Bonaventuras aufbaute. Die Provinzleitung gestattete jedoch die Veröffentlichungen der Bücher nicht, da sie „verfrüht“ seien. Nachdem der Provinzial der Saxonia, P. Gregor Janknecht, 1879 die irische Franziskanerprovinz visitiert hatte, erhielt die Saxonia den Auftrag, die Reform dieser Provinz zu unterstützen. So wurde Bernhard Döbbing 1883 mit der Leitung des irischen Franziskanerklosters und -kollegs Sant’Isidoro a Capo le Case in Rom betraut, das er sanierte. Das mit der Basilika in Castel Sant’Elia verbundene Wallfahrtsheiligtum S. Maria ad Rupes wurde unter seiner Leitung restauriert und erweitert, die Kommunität in Amaseno erneuert. Papst Leo XIII. wurde auf ihn aufmerksam und sandte ihn zu Visitationsreisen nach Ägypten und Palästina. In San Isidoro nahm er Ernst M. Roloff, den später bedeutenden Philologen und Pädagogen (Lexikon der Pädagogik), in die katholische Kirche auf.
Am 19. März 1900 wurde er zum Bischof der Bistümer Nepi und Sutri geweiht. Innerhalb kurzer Zeit gelang es ihm das notleidende Bistum zu sanieren. Er verbesserte die finanzielle Lage der Geistlichen und ließ die bischöflichen Residenzen in Nepi, Sutri und Capranica gründlich renovieren. Der Stadt Nepi schenkte er die lebensgroßen Marmorstandbilder der Märtyrerbischöfe Ptolemäus und Romanus, welche am bischöflichen Palast aufgestellt wurden.
In der Auseinandersetzung um die Erneuerung des Franziskanerordens stellte er sich auf die Seite Pius’ X. und gab das Motu proprio Quo magis vom 23. Oktober 1911 den in der Basilika San Antonio versammelten Brüdern bekannt. Er stand in ständigem Kontakt mit seiner Ordensprovinz Saxonia; am 13. August 1911 nahm er an der Krönungsfeier des Gnadenbildes Werl teil und hielt die Festpredigt. 1912 unterstützte er eine Eingabe des Paderborner Bischofs Karl Joseph Schulte an Papst Pius X., mit der er sich für die Anerkennung christlicher Gewerkschaften einsetzte. Der Papst vertraute Döbbing zusätzlich zu Nepi und Sutri das Bistum Viterbo an. 1914 wurde er außerdem Apostolischer Administrator der Bistümer Viterbo und Tuscania, sowie von Monterosi, Ponzano und San Oreste.
Mit Ausbruch des Ersten Weltkrieges 1914 war er heftigen Angriffen und Verleumdungen seitens der italienischen Freimaurerloge ausgesetzt. Il Messaggero verdächtigte ihn als deutschen Spion und Agent des Vatikans. Er sah sich gezwungen, seine Diözese zu verlassen und seinen guten Ruf vor Gericht zu verteidigen. Nach kurzer Krankheit und einer missglückten Operation starb er. Sein Leichnam wurde in den von ihm angelegten Katakomben bei der Basilika in Castel San Elia beigesetzt.

## Schriften (Auswahl)
- Statuta collegii S. Isidori, ff. hibernorum S. Francisci recollectorum de urbe. Typographia Pacis, Philippi Cuggiani 1885.
- De studio doctrinae scholasticorum, imprimis duorum Principium S. Thomae et S. Bonaventurae. 1886.
- Atti e statuti del Sinodo Diocesano Nepesino-Sutrino, Tipografia Vaticana, Roma 1908, OCLC 634884982.